# Selección de fútbol sub-20 de Suazilandia
La Selección de fútbol sub-20 de Suazilandia es el equipo que representa al país en el Mundial Sub-20, en la Copa Sub-20 de la COSAFA y en el Campeonato Juvenil Africano. Es controlada por la Federación de Fútbol de Suazilandia.

## Participaciones

### Mundial Sub-20
| Año   | Ronda           | J               | G               | E               | P               | GF              | GC              |
| ----- | --------------- | --------------- | --------------- | --------------- | --------------- | --------------- | --------------- |
| 1977  | No se clasificó | No se clasificó | No se clasificó | No se clasificó | No se clasificó | No se clasificó | No se clasificó |
| 1979  | No se clasificó | No se clasificó | No se clasificó | No se clasificó | No se clasificó | No se clasificó | No se clasificó |
| 1981  | No se clasificó | No se clasificó | No se clasificó | No se clasificó | No se clasificó | No se clasificó | No se clasificó |
| 1983  | No se clasificó | No se clasificó | No se clasificó | No se clasificó | No se clasificó | No se clasificó | No se clasificó |
| 1985  | No se clasificó | No se clasificó | No se clasificó | No se clasificó | No se clasificó | No se clasificó | No se clasificó |
| 1987  | No se clasificó | No se clasificó | No se clasificó | No se clasificó | No se clasificó | No se clasificó | No se clasificó |
| 1989  | No se clasificó | No se clasificó | No se clasificó | No se clasificó | No se clasificó | No se clasificó | No se clasificó |
| 1991  | No se clasificó | No se clasificó | No se clasificó | No se clasificó | No se clasificó | No se clasificó | No se clasificó |
| 1993  | No se clasificó | No se clasificó | No se clasificó | No se clasificó | No se clasificó | No se clasificó | No se clasificó |
| 1995  | No se clasificó | No se clasificó | No se clasificó | No se clasificó | No se clasificó | No se clasificó | No se clasificó |
| 1997  | No se clasificó | No se clasificó | No se clasificó | No se clasificó | No se clasificó | No se clasificó | No se clasificó |
| 1999  | No se clasificó | No se clasificó | No se clasificó | No se clasificó | No se clasificó | No se clasificó | No se clasificó |
| 2001  | No se clasificó | No se clasificó | No se clasificó | No se clasificó | No se clasificó | No se clasificó | No se clasificó |
| 2003  | No se clasificó | No se clasificó | No se clasificó | No se clasificó | No se clasificó | No se clasificó | No se clasificó |
| 2005  | No se clasificó | No se clasificó | No se clasificó | No se clasificó | No se clasificó | No se clasificó | No se clasificó |
| 2007  | No se clasificó | No se clasificó | No se clasificó | No se clasificó | No se clasificó | No se clasificó | No se clasificó |
| 2009  | No se clasificó | No se clasificó | No se clasificó | No se clasificó | No se clasificó | No se clasificó | No se clasificó |
| 2011  | No se clasificó | No se clasificó | No se clasificó | No se clasificó | No se clasificó | No se clasificó | No se clasificó |
| 2013  | No se clasificó | No se clasificó | No se clasificó | No se clasificó | No se clasificó | No se clasificó | No se clasificó |
| 2015  | No se clasificó | No se clasificó | No se clasificó | No se clasificó | No se clasificó | No se clasificó | No se clasificó |
| Total | 0/20            | 0               | 0               | 0               | 0               | 0               | 0               |

### Campeonato Juvenil Africano
| Africa U-20 Cup of Nations | Africa U-20 Cup of Nations | Africa U-20 Cup of Nations | Africa U-20 Cup of Nations | Africa U-20 Cup of Nations | Africa U-20 Cup of Nations | Africa U-20 Cup of Nations | Africa U-20 Cup of Nations |
| Año                        | Resultado                  | J                          | G                          | E                          | P                          | GF                         | GC                         |
| -------------------------- | -------------------------- | -------------------------- | -------------------------- | -------------------------- | -------------------------- | -------------------------- | -------------------------- |
| 1979                       | No participó               | No participó               | No participó               | No participó               | No participó               | No participó               | No participó               |
| 1981                       | No participó               | No participó               | No participó               | No participó               | No participó               | No participó               | No participó               |
| 1983                       | No participó               | No participó               | No participó               | No participó               | No participó               | No participó               | No participó               |
| 1985                       | No participó               | No participó               | No participó               | No participó               | No participó               | No participó               | No participó               |
| 1987                       | No participó               | No participó               | No participó               | No participó               | No participó               | No participó               | No participó               |
| 1989                       | No participó               | No participó               | No participó               | No participó               | No participó               | No participó               | No participó               |
| 1991                       | No participó               | No participó               | No participó               | No participó               | No participó               | No participó               | No participó               |
| 1993                       | No participó               | No participó               | No participó               | No participó               | No participó               | No participó               | No participó               |
| 1995                       | Abandonó el torneo         | Abandonó el torneo         | Abandonó el torneo         | Abandonó el torneo         | Abandonó el torneo         | Abandonó el torneo         | Abandonó el torneo         |
| 1997                       | No participó               | No participó               | No participó               | No participó               | No participó               | No participó               | No participó               |
| 1999                       | No se clasificó            | No se clasificó            | No se clasificó            | No se clasificó            | No se clasificó            | No se clasificó            | No se clasificó            |
| 2001                       | No se clasificó            | No se clasificó            | No se clasificó            | No se clasificó            | No se clasificó            | No se clasificó            | No se clasificó            |
| 2003                       | No se clasificó            | No se clasificó            | No se clasificó            | No se clasificó            | No se clasificó            | No se clasificó            | No se clasificó            |
| 2005                       | No participó               | No participó               | No participó               | No participó               | No participó               | No participó               | No participó               |
| 2007                       | Abandonó el torneo         | Abandonó el torneo         | Abandonó el torneo         | Abandonó el torneo         | Abandonó el torneo         | Abandonó el torneo         | Abandonó el torneo         |
| 2009                       | No participó               | No participó               | No participó               | No participó               | No participó               | No participó               | No participó               |
| 2011                       | No participó               | No participó               | No participó               | No participó               | No participó               | No participó               | No participó               |
| 2013                       | No participó               | No participó               | No participó               | No participó               | No participó               | No participó               | No participó               |
| 2015                       | No se clasificó            | No se clasificó            | No se clasificó            | No se clasificó            | No se clasificó            | No se clasificó            | No se clasificó            |
| 2017                       | Por disputarse             | Por disputarse             | Por disputarse             | Por disputarse             | Por disputarse             | Por disputarse             | Por disputarse             |
| 2019                       | Por disputarse             | Por disputarse             | Por disputarse             | Por disputarse             | Por disputarse             | Por disputarse             | Por disputarse             |
| Total                      | 1/20                       | 2                          | 0                          | 0                          | 2                          | 1                          | 7                          |

### Copa Sub-20 de la COSAFA
| Año   | Ronda          | J            | G            | E            | P            | GF           | GC           |
| ----- | -------------- | ------------ | ------------ | ------------ | ------------ | ------------ | ------------ |
| 1983  | No participó   | No participó | No participó | No participó | No participó | No participó | No participó |
| 1985  | 3º Lugar       | 2            | 0            | 0            | 2            | 2            | 6            |
| 1986  | 3º Lugar       | 6            | 2            | 1            | 3            | 6            | 8            |
| 1988  | 3º Lugar       | 4            | 1            | 1            | 2            | 2            | 7            |
| 1990  | 3º Lugar       | 4            | 0            | 3            | 1            | 5            | 7            |
| 1993  | Fase de grupos | 4            | 0            | 1            | 3            | 1            | 8            |
| 1995  | 4º Lugar       | 5            | 1            | 1            | 3            | 4            | 9            |
| 1997  | No participó   | No participó | No participó | No participó | No participó | No participó | No participó |
| 1999  | Fase de grupos | 4            | 0            | 1            | 3            | 7            | 11           |
| 2000  | Fase de grupos | 2            | 0            | 1            | 1            | 0            | 3            |
| 2001  | Fase de grupos | 2            | 0            | 0            | 2            | 1            | 7            |
| 2002  | Fase de grupos | 1            | 0            | 0            | 1            | 0            | 2            |
| 2003  | Fase de grupos | 3            | 0            | 1            | 2            | 3            | 8            |
| 2004  | Fase de grupos | 3            | 1            | 0            | 2            | 5            | 7            |
| 2005  | Fase de grupos | 3            | 0            | 0            | 3            | 4            | 12           |
| 2006  | Fase de grupos | 3            | 0            | 0            | 3            | 1            | 9            |
| 2007  | Fase de grupos | 1            | 0            | 1            | 0            | 0            | 0            |
| 2008  | No participó   | No participó | No participó | No participó | No participó | No participó | No participó |
| 2009  | Fase de grupos | 2            | 0            | 0            | 2            | 1            | 4            |
| 2010  | Fase de grupos | 2            | 0            | 0            | 2            | 1            | 4            |
| 2011  | Fase de grupos | 2            | 0            | 0            | 2            | 1            | 6            |
| 2013  | Fase de grupos | 2            | 0            | 0            | 2            | 1            | 4            |
| Total | 19/22          | 55           | 5            | 11           | 39           | 45           | 122          |